# Willem I van Württemberg
Willem Frederik Karel (Lüben, Silezië, 27 september 1781 — Bad Cannstatt, Stuttgart, 25 juni 1864) was van 1816 tot 1864 koning van Württemberg. Zijn ouders waren koning Frederik I en Augusta Caroline van Brunswijk. Hij is in Nederland vooral bekend als vader van Sophie van Wurttemberg, de eerste echtgenote van koning Willem III.

## Levensloop
Willem ging in 1800 als vrijwilliger in het Oostenrijkse leger en leefde daarna van 1806 tot 1812 als kroonprins teruggetrokken in Stuttgart. In 1808 trouwde hij met prinses Caroline Augusta, dochter van koning Maximiliaan I van Beieren, maar hij liet zich in 1814 van haar scheiden. In 1816 trouwde hij met grootvorstin Catharina Paulowna, dochter van tsaar Paul I van Rusland en weduwe van prins George van Oldenburg. Zij stierf al in 1819 maar baarde Willem twee dochters:
- Marie (30 oktober 1816 - 4 januari 1887), zij huwde met Alfred, graaf van Neipperg.
- Sophie (17 juni 1818 - 3 juni 1877), zij huwde met Willem der Nederlanden en werd later koningin der Nederlanden.

Overigens was Catharina's zuster Anna Paulowna getrouwd met koning Willem II. Zij had ernstige bezwaren tegen het huwelijk tussen haar zoon en haar nichtje, dat ze als inteelt beschouwde. Willem I trouwde op 15 april 1820 voor de derde maal, met zijn nicht Pauline van Württemberg. Bij haar kreeg hij drie kinderen:
- Catharina (24 augustus 1821 - 6 december 1898), huwde met prins Frederik Karel August van Württemberg en werd moeder van Willem II van Württemberg.
- Karel (6 maart 1823 - 6 oktober 1891), huwde met grootvorstin Olga Nikolajevna van Rusland. Werd later koning van Württemberg.
- Augusta (4 oktober 1826 - 3 december 1898), huwde met prins Herman Bernhard van Saksen-Weimar-Eisenach.

Op 27 augustus 1815 benoemde de Nederlandse koning Willem I de Württembergse kroonprins tot grootkruis in de Militaire Willems-Orde.

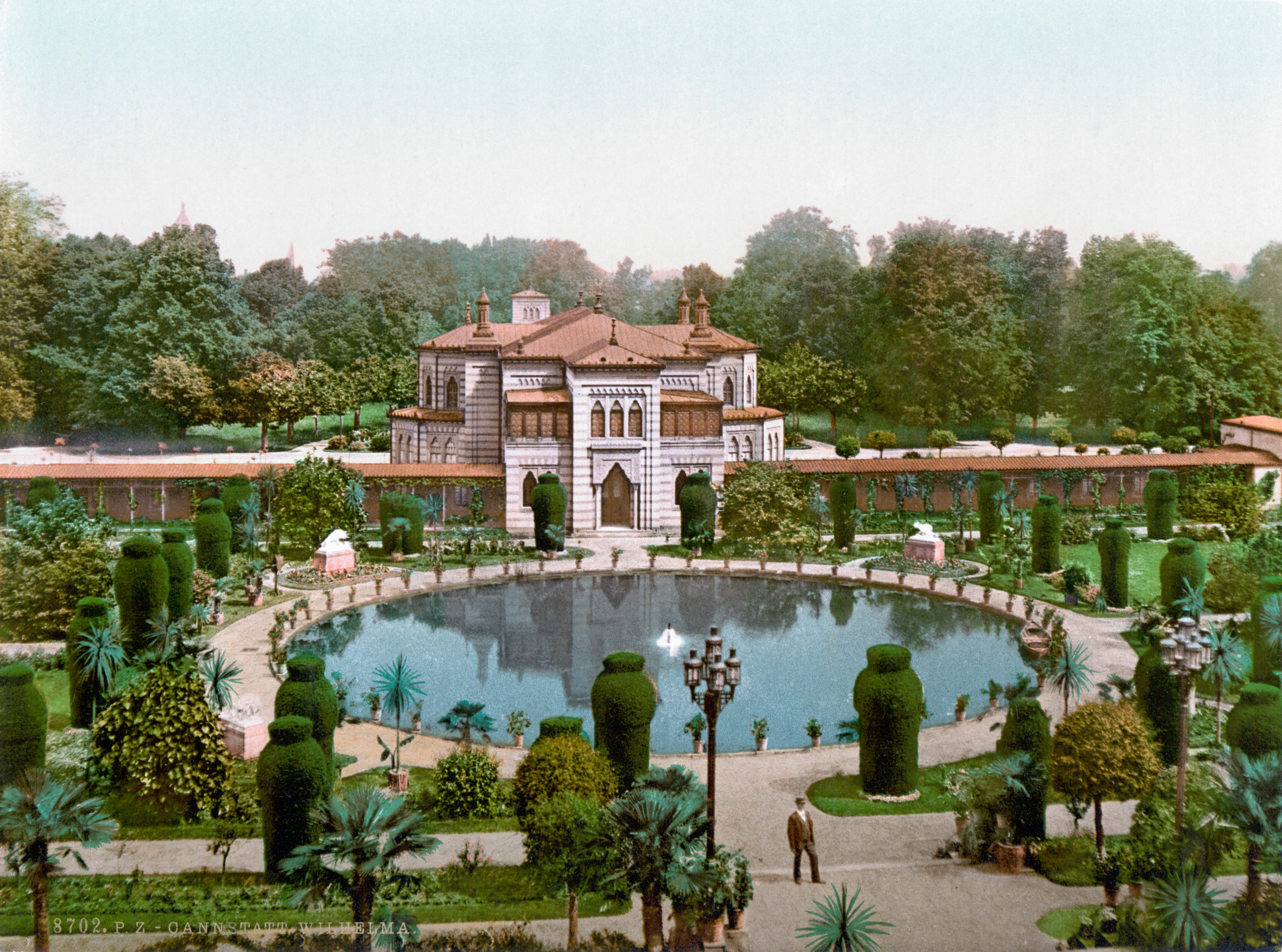
Wilhelma rond 1900

Na de dood van zijn vader werd Willem op 30 oktober 1816 de tweede koning van Württemberg. Hij kondigde een amnestie af, verlaagde de belasting en stelde in september 1819 na veel discussie een grondwet in. Zijn kroning viel in een periode van sterke economische crisis (misoogsten en prijsstijgingen). De nieuwe koning stelde ter herinnering aan zijn overleden vader een ridderorde, de Frederiks-Orde (Duits: "Friedrichs-Orden") in. Hij was zeer geïnteresseerd in landbouw en werd ook wel koning der boeren genoemd. Als gepassioneerd paardenfokker stimuleerde hij de landbouw (en dan met name de wijnbouw) aanzienlijk en kocht van zijn privé-vermogen grote lappen grond die hij als modelboerderijen liet functioneren. Koning Willem liet in het buitenland runderen en schapen kopen om die in Württemberg te fokken. Beroemd waren zijn Arabische hengsten. Hij liet in Bad Cannstatt een "tuinhuis met woongebouwen en sierplantenkassen in Moorse stijl" bouwen, de huidige dierentuin annex hortus botanicus Wilhelma.

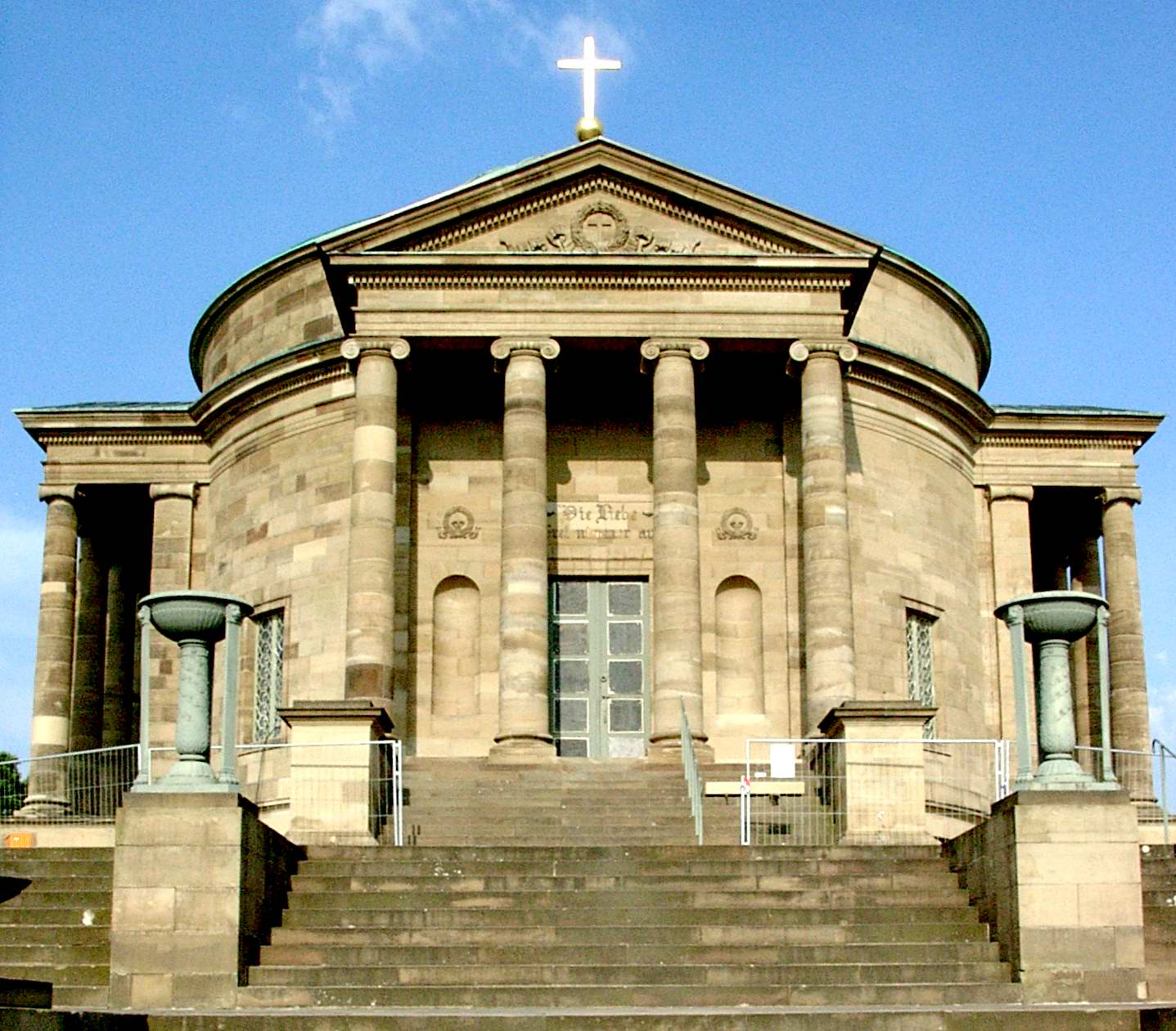
Het mausoleum te Stuttgart-Rotenberg

Het revolutiejaar 1848 liet ook Württemberg niet onberoerd, hoewel er in het koninkrijk geen geweld werd gepleegd. Willem moest minister Johannes Schlayer van Binnenlandse Zaken en andere ministers ontslaan en nam mensen met meer liberale ideeën aan. Hij vaardigde een democratische constitutie uit, maar toen de revolutie was weggeëbd ontsloeg hij de liberale ministers en nam de oude regering weer aan. De grondwet van 1819 werd weer hersteld.
Willem I stierf op slot Rosenstein in Bad Cannstatt. Zijn graf bevindt zich in het mausoleum (de Grabkapelle) op de Württemberg in Stuttgart-Rotenberg dat hij voor zijn tweede echtgenote Catharina Paulowna had laten bouwen. Hij werd opgevolgd door zijn zoon Karel I.

## Onderscheidingen
- Grootkruis in de Frederiks-Orde
- Grootkruis in de Orde van Verdienste
- Grootkruis in de Kroonorde
- Ridder in de Orde van de Olifant in 1817
- Grootkruis in de Militaire Willems-Orde op 27 augustus 1815[1]
- Commandeur in de Orde van Maria Theresia
- Grootkruis in de Leopoldsorde
- Ridder der Eerste Klasse in de Orde van de IJzeren Kroon
- Ridder in de Orde van de Kousenband
- Ridder Grootkruis in de Orde van het Bad
- IJzeren Kruis 1813, 2e klasse
- Orde van Sint-Andreas de Eerstgeroepene op 22 augustus 1826
- Orde van Sint-George
  - 2e klasse op 13 mei 1814
  - 3e klasse op 19 mei 1814
- Alexander Nevski-orde op 3 mei 1814

## Voorvaderen
| Willem I van Württemberg             | Willem I van Württemberg                                                                                           | Willem I van Württemberg                                                                                           | Willem I van Württemberg                                                                                           | Willem I van Württemberg                                                                                           | Willem I van Württemberg                                                                                   | Willem I van Württemberg                                                                                   | Willem I van Württemberg | Willem I van Württemberg |
| ------------------------------------ | --- | --- | --- | --- | --- | --- | --- | --- |
| Overgrootouders                      | Karel Alexander van Württemberg (1684–1737) ∞ 1727 Maria Augusta von Thurn und Taxis (1706–1756)                   | Karel Alexander van Württemberg (1684–1737) ∞ 1727 Maria Augusta von Thurn und Taxis (1706–1756)                   | Frederik Willem van Brandenburg-Schwedt (1700–1771) ∞1734 Sophia Dorothea van Pruisen (1719–1765)                  | Frederik Willem van Brandenburg-Schwedt (1700–1771) ∞1734 Sophia Dorothea van Pruisen (1719–1765)                  | Karel I van Brunswijk-Wolfenbüttel (1713–1780) ∞ Philippina Charlotte van Pruisen (1716-1801)              | Karel I van Brunswijk-Wolfenbüttel (1713–1780) ∞ Philippina Charlotte van Pruisen (1716-1801)              | Prins Frederik van Groot-Brittannië, prins van Wales (1707-1751) ∞ 1736 Prinses Augusta van Saksen-Gotha-Altenburg (1719-1772) | Prins Frederik van Groot-Brittannië, prins van Wales (1707-1751) ∞ 1736 Prinses Augusta van Saksen-Gotha-Altenburg (1719-1772) |
| Grootouders                          | Frederik Eugenius van Württemberg (1732–1797) ∞ 1753 Frederika Dorothea Sophia van Brandenburg-Schwedt (1736–1798) | Frederik Eugenius van Württemberg (1732–1797) ∞ 1753 Frederika Dorothea Sophia van Brandenburg-Schwedt (1736–1798) | Frederik Eugenius van Württemberg (1732–1797) ∞ 1753 Frederika Dorothea Sophia van Brandenburg-Schwedt (1736–1798) | Frederik Eugenius van Württemberg (1732–1797) ∞ 1753 Frederika Dorothea Sophia van Brandenburg-Schwedt (1736–1798) | Karel Willem Ferdinand van Brunswijk-Wolfenbüttel (1735–1806) ∞ Augusta Frederika van Hannover (1737–1813) | Karel Willem Ferdinand van Brunswijk-Wolfenbüttel (1735–1806) ∞ Augusta Frederika van Hannover (1737–1813) | Karel Willem Ferdinand van Brunswijk-Wolfenbüttel (1735–1806) ∞ Augusta Frederika van Hannover (1737–1813)                     | Karel Willem Ferdinand van Brunswijk-Wolfenbüttel (1735–1806) ∞ Augusta Frederika van Hannover (1737–1813)                     |
| Ouders                               | Frederik I van Württemberg (1754–1816) ∞ Augusta Caroline van Brunswijk (1764–1788)                                | Frederik I van Württemberg (1754–1816) ∞ Augusta Caroline van Brunswijk (1764–1788)                                | Frederik I van Württemberg (1754–1816) ∞ Augusta Caroline van Brunswijk (1764–1788)                                | Frederik I van Württemberg (1754–1816) ∞ Augusta Caroline van Brunswijk (1764–1788)                                | Frederik I van Württemberg (1754–1816) ∞ Augusta Caroline van Brunswijk (1764–1788)                        | Frederik I van Württemberg (1754–1816) ∞ Augusta Caroline van Brunswijk (1764–1788)                        | Frederik I van Württemberg (1754–1816) ∞ Augusta Caroline van Brunswijk (1764–1788)                                            | Frederik I van Württemberg (1754–1816) ∞ Augusta Caroline van Brunswijk (1764–1788)                                            |
| Willem I van Württemberg (1781–1846) | | | | | | | | |

- Bibliothèque nationale de France: cb13741858c (data)
- Gemeinsame Normdatei: 118633058
- International Standard Name Identifier: 0000 0003 8213 3685
- Library of Congress Control Number: n88256265
- Nationale Bibliotheek van Israël: 987010984346905171
- Nationale Bibliotheek van Polen: a0000003696727
- Nederlandse Thesaurus van Auteursnamen: 073424315
- Système universitaire de documentation: 180089641
- Virtual International Authority File: 263556694
- WorldCat: E39PBJg4pTJFpbCgwBMTpWjcT3